# Лизиннорлейцин
Лизиннорлейцин (также лизинонорлейцин) — аминокислота, представляющая собой гибрид лизина с норлейцином. Встречается в белке эластине, где наряду с десмозином и изодесмозином скрепляет отдельные пептидные нити.
В пептидных последовательностях обозначается Lnl.
Впервые выделена в 1969 году из гидролизата эластина.